# Le Cannet
Le Cannet là một xã ở tỉnh Alpes-Maritimes, vùng Provence-Alpes-Côte d’Azur ở đông nam nước Pháp.

## Thành phố kết nghĩa
- Lafayette, Louisiana, Mỹ
- Beauport, Quebec, Canada
- Königstein im Taunus, Hesse, Đức
- Benidorm, Valencian Community, Tây Ban Nha
- Vila do Conde, Bồ Đào Nha
- Agnibilékrou, Côte d'Ivoire